# Heuschrecke
Heuschrecke 10 (kobylka 10) byl prototyp samohybného děla vytvořený firmou Krupp v letech 1942. Oficiální název tohoto vozidla byl: 105 mm leichte Feldhaubitze 18/1 L/28 auf Geschützwagen III/IV. Stroj se vyráběl v německém Magdeburku. Heusrecke 10 byl vybaven odnímatelnou věží, která mohla být použita jako bunkr nebo sundána a použita jako dalekonosné dělo.
Krupp vyráběl pouze tři prototypy od roku 1942 do roku 1943, tyto modely byly označeny 582501 a 582503. Heuschrecke využíval podvozek Geschützwagen III/IV, který byl vyroben pro samohybná dělo Hummel a Nashorn. Program byl zastaven po vyrobení jediného prototypu.

## Vývoj

### Předchůdce

Sd.Kfz. 165/1

V roce 1941 navrhla firma Krupp samohybné dělo, Sonderkraftfahrzeug 165/1. Sd.Kfz. 165/1 byl vzhledově podobný Heuschrecke 10, měl otočnou věž (o 70° na každou stranu), ale nebylo možné věž sejmout a použít ji samotnou.
V roce 1941 Krupp vytvořil prototyp vyzbrojený 105 mm lehkým polním dělem leichte Feldhaubitze 18/1 L/28. Toto dělo bylo postaveno na podvozku tanku Panzer IV, ovšem zkráceném o jedno pojezdové kolo. Pás o šířce 40 cm se opíral o tři kladky. Vůz byl poháněn šestiválcovým motorem Maybach HL66P s výkonem 140 kW (180 k). Přestože bylo vozidlo pohyblivé vzniklo pouze 8 exemplářů hlavně k ověření jízdních a bojových vlastností.

### Prototyp
Vývoj Heuschrecke začal v roce 1942, když firma Krupp začala s novým typem samohybného děla. V roce 1943 Krupp vyrobil tři prototypy (sériová čísla: 582501 a 582503) které byly pojmenovány jako Heuschrecke 10 nebo Heuschrecke IVb. Heuschrecke měl být nástupcem staršího samohybného děla Wespe, které mělo skončit službu v květnu roku 1944. Dělo Wespe mělo slabší pancéřování a nesnímatelnou věž.
Stroj měl být nasazen v SSSR při pokusu o dobytí Moskvy. Waffenträger měl zastoupit tanky a děla ztracená v Bitvě o Voroněž, ze které maďarské jednotky utekly a zanechaly na místě veškeré své vybavení. Heuschrecke měl být použit k dvěma úkolům – měnit zbraně vozidel (proto Waffenträger) a zastupovat dělostřelectvo – to mu zajistilo rovnocennost s Panzerem IV.

### Podobný vůz
Heuschrecke vyrobený společností Krupp byl vzhledově velice podobný vozu od firmy Alkett/Rheinmetall-Borsig, 105 mm leFH 18/40/2 auf Geschützwagen III/IV, který byl hotov v březnu 1944. Konkurenční model Rheinmetall-Borsig měl celkově lepší technické parametry než Heuschrecke. Přes velmi dobré vlastnosti druhého modelu bylo rozhodnuto aby byl podvozek předělán na Rheinmetall-Borsig z Panzeru IV. Výroba měla začít v říjnu roku 1944, ale podvozek byl poté opět změněn na Geschützwagen IV.

### Konec
Vývoj Heuschrecke byl ukončen v únoru 1943. Stalo se tak aby mohla pokračovat výroba Panzerů IV. Množství materiálu na výrobu nosičů zbraní bylo tak vysoké, že firmám jako Krupp bylo přikázáno zastavit výrobu a proto většina těchto strojů nikdy neopustila výrobní linku.

#### Názor vrchního velení
Nacistický generální štáb měl za to, že výroba Heuschrecke by zastavila výrobu úspěšného Panzeru IV, který byl potřeba na obranu Třetí říše proti Spojencům. Za druhé světové války byl Heuschrecke viděn jako realizovatelný generálem wehrmachtu Heinzem Guderianem, který si myslel že by tento stroj mohl dodat přizpůsobivější průběh bojů, nakonec ale Guderian souhlasil, že výroba těchto vozů nestojí za přerušení výroby Panzerů IV.

## Popis

### Věž
Význačným jevem na Heuschrecke byla odnímatelná věž. Zvedací jeřáb přidělán k podvozku mohl sundat věž a přendat jí do opevnění nebo volně na zem. Přestože věž nemohla střílet když byla přidělaná podvozku, vozidlo bylo velice účinné, protože se počítalo se zasazením věže do bunkru před bitvou. Vůz bez věže pak mohl fungovat jako transportér munice, zásob či osob.

### Podvozek

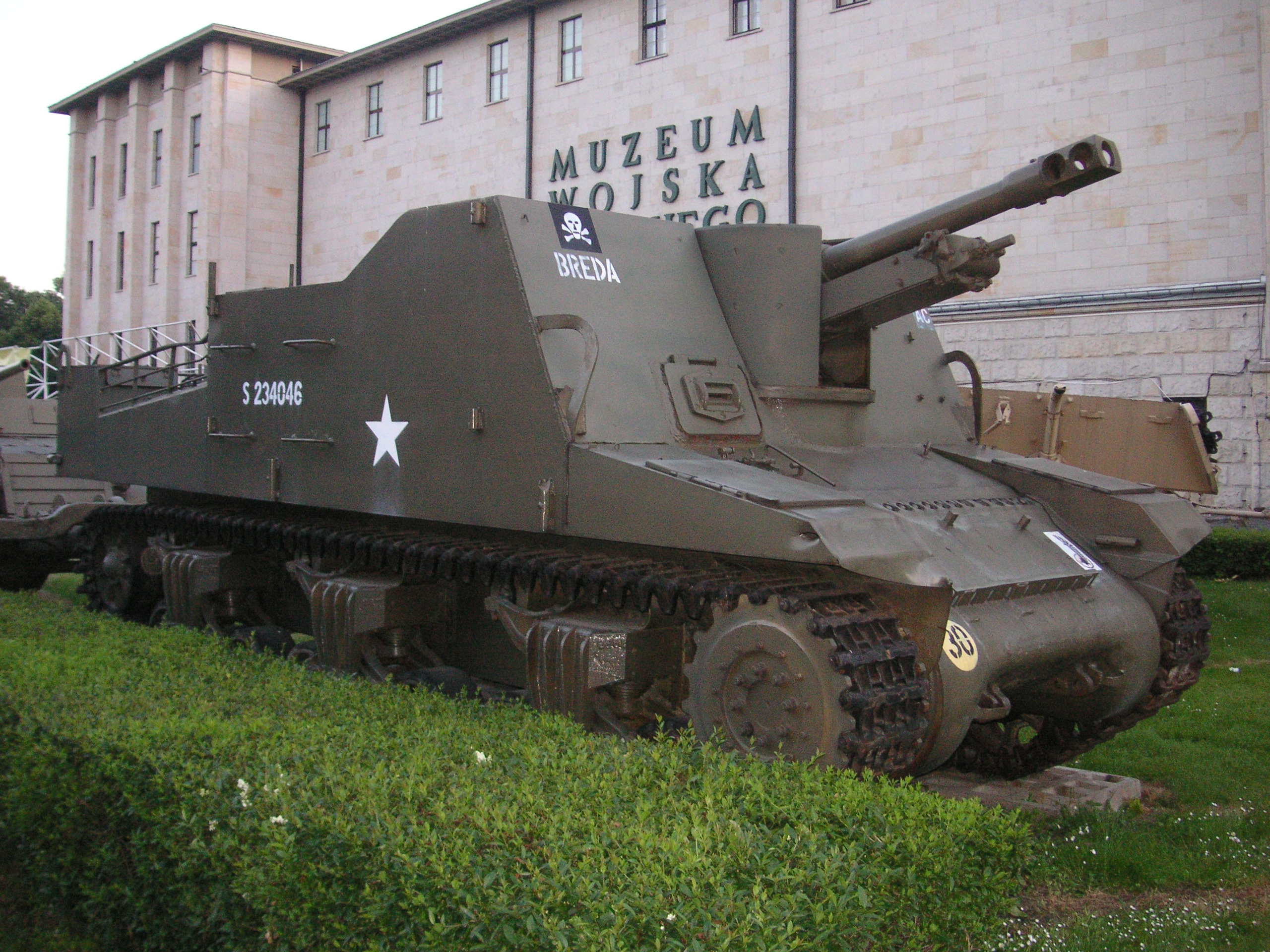
Kanadský Sexton

Heuschrecke měl tělo svařené z oceli, se svislým pancéřováním od 10 mm do 25 mm, toto zajišťovalo dobrou obranyschopnost. Velká úschovna pro munici dělala z Heuschrecke 10 skvělé vozidlo pro zásobování dalších.
Na původním prototypu měl být použit dvanáctiválcový motor Maybach HL90, ale pro masovou výrobu byl vybrán taktéž dvanáctiválec Maybach HL100. Převodovka Heuschrecke poskytovala čtyři převody a zpátečku. První a druhý převod vytvářely stejnou rychlost, ale druhý měl větší točivý moment. Třetí a čtvrtý převod byly rychlejší než předchozí dva.

### Hmotnost
Heuschrecke vážil 23 tun, méně než sovětské SU-122, vážící 30,9 tun, a kanadský Sexton, který vážil cca 25,8 tun. Americký M7 Priest vážil 22,97 t. Panzer IV byl také těžší o 500 kg než Heuschrecke, přestože Heuschrecke mělo jeho podvozek. Jediné německé samohybné dělo, které vážilo méně než Heuschrecke bylo Wespe (11 tun).

## Srovnání
| Specifikace             | Sonderkraftfahrzeug.165/1 | Krupp-Gruson | Rheinmetall-Borsig |
| ----------------------- | --- | --- | --- |
| Hmotnost                | 18 tun | 23 tun | 25 tun |
| Posádka                 | 4 osoby | 5 osob | 5 osob |
| Motor                   | Maybach HL 66 / 6 válců | Maybach HL 100 12 válců | Maybach HL 90 12 válců |
| Rychlost                | 35 km/h | 45 km/h | 45 km/h |
| Dojezd                  | Po cestě: 240 km / Krajinou: 130 km | Po cestě: 300 km | Po cestě: 300 km |
| Objem nádrže            | 410 litrů | | |
| Délka                   | 5,9 m | 6,0 m | 6,8 m |
| Šířka                   | 2,87 m | 3,0 m | 3,0 m |
| Výška                   | 2,25 m | 3,00 m | 2,90 m |
| Zbraň                   | 105 mm leichte Feldhaubitze 18/1 L/28 | 105 mm leichte Feldhaubitze 18/1 L/28 | 105 mm leichte Feldhaubitze 18/40/2 L/28 |
| Munice                  | 105 mm | 60 mm | 80 mm |
| Pancíř (milimetry/úhel) | Přední-nástavba 30/10 - Přední-tělo 30/12 - Přední-věž 20/20 - Štít děla 20/0-70 - Strany-nástavba 14,5/0 - Strany-tělo 14,5/0 - Strany-věž 14,5/15 - Zadní část-nástavba 14,5/20 - Zadní část- 14,5/10 - Zadní část-věž 14,5/10 - Horní část-nástavba 10/90 - Horní/Spodní-tělo 14,5/90 - Horní část-věž 14,5/90 | - Tělo: - přední 30/20 - postranní 16/0 - zadní 16/20 - Horní/spodní 10/90 - Věž: - přední 30/30° - Štít děla 30 - Postranní a zadní 16/25° - Horní 0 - Nástavba: - Horní 10/90 - Přední 30/20° - Postranní 16/0 - Zadní 16/20 | - Tělo: - Přední 20/20 - Postranní 20/0 - Zadní 20/10 - Horní 10/90 - Věž: - přední 10/25 - Štít děla 10/0 - Postranní 10/25 - Zadní 10/12 - Vršek věže 0 - Nástavba: - Horní 10/90 - Přední 30/20 - Postranní 10/0 - Zadní 10/10 |